# Trzemosna
Trzemosna – wieś w Polsce położona w województwie świętokrzyskim, w powiecie kieleckim, w gminie Daleszyce.
W latach 1975–1998 miejscowość administracyjnie należała do województwa kieleckiego.